# 山下美月
山下 美月（やました みづき、1999年〈平成11年〉7月26日 - ）は、日本の女優、ファッションモデルであり、女性アイドルグループ乃木坂46の元メンバー、『CanCam』の専属モデルである。東京都出身。乃木坂46合同会社所属。

## 来歴

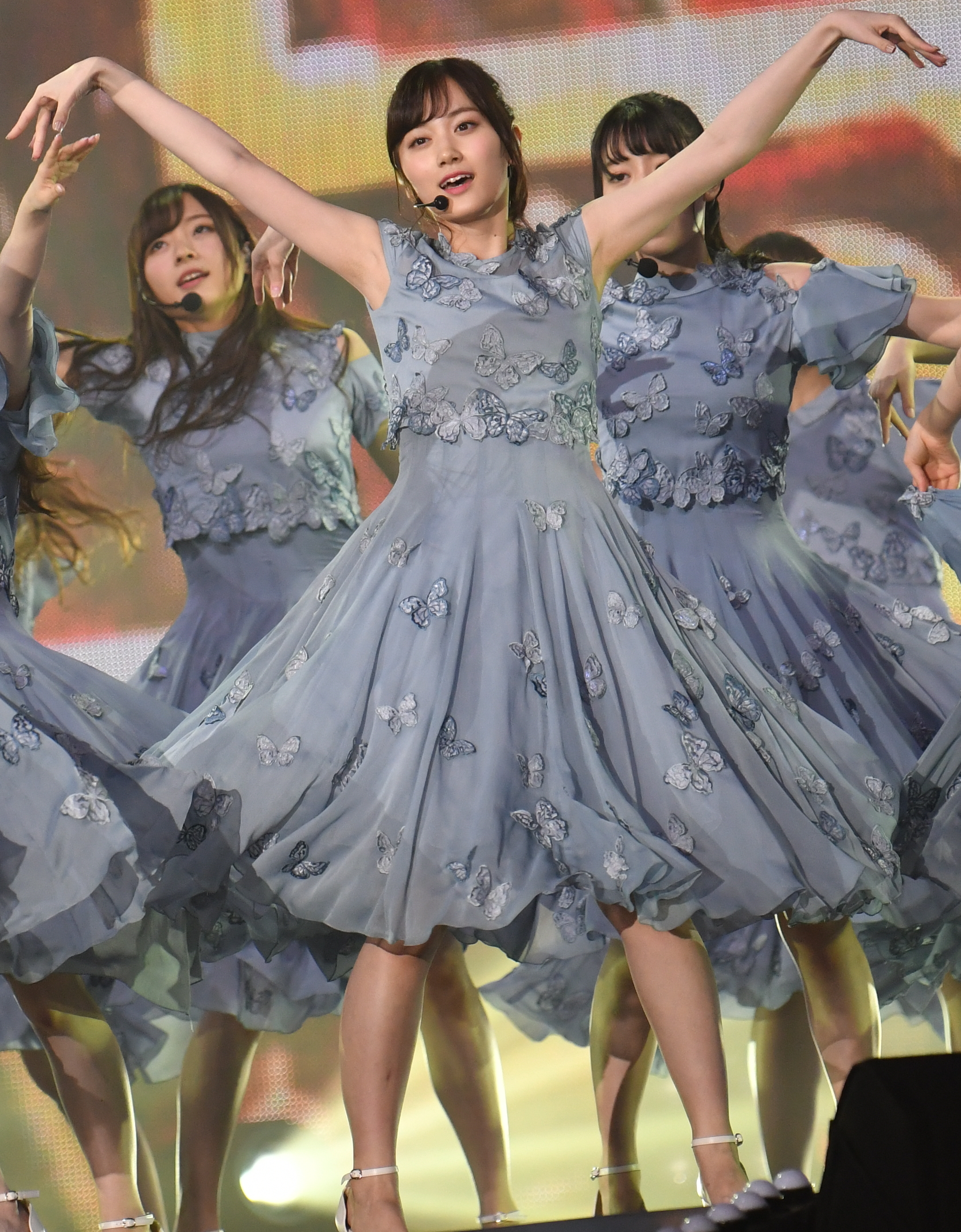
第14回 KKBOX MUSIC AWARDSにて
（2019年1月26日、台北アリーナ）

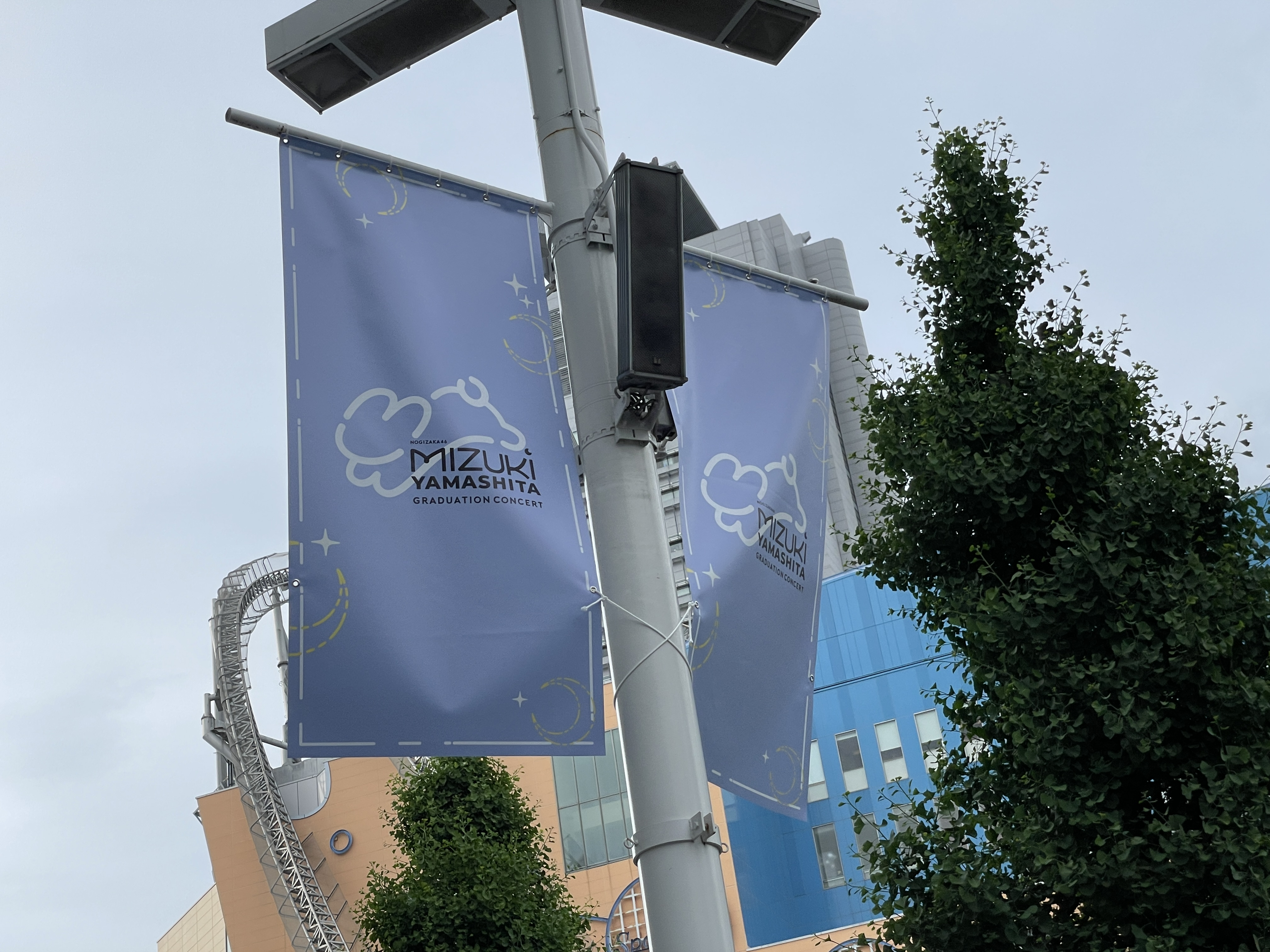
東京ドームで開催された卒業コンサートのロゴフラッグ（2024年5月12日）

1999年（平成11年）7月26日生まれ。名前の由来は「月がとても綺麗な夜に生まれたから」で、名付け親は祖父。高校在学時は茶道部に所属し、副部長を務めていた。
2016年（平成28年）9月4日、乃木坂46の3期生オーディションに合格。合格発表後、LINE LIVEで「乃木坂46 3期生決定スペシャル」が生配信され、合格発表と同時に乃木坂46での活動をスタートした。出版社コラボレーション特別企画賞で『Zipper』（祥伝社）、『LARME』（徳間書店）、『LOVE berry』（徳間書店）、『週刊ヤングマガジン』（講談社）、『週刊ビッグコミックスピリッツ』（小学館）の特別賞を受けた。同年12月10日、日本武道館で行われた「乃木坂46 3期生『お見立て会』」でファンに初披露され「ガールズルール」でセンターポジションに立った。同年12月19日には乃木坂46 3期生ブログが開設された。1日1名ずつのリレー形式となっており、山下は12月28日より12日ごとにブログを書いている。
2017年（平成29年）2月2日から15公演実施された乃木坂46 3期生初公演『3人のプリンシパル』に出演し、3役を制覇した。また、同年5月9日から6日間8公演実施された3期生初の単独ライブとなる「乃木坂46 三期生単独ライブ」に出演。同年8月には若月佑美、梅澤美波、阪口珠美とともに4名で「若様軍団」を結成した。同年8月9日に発売された18thシングル『逃げ水』に収録された3期生楽曲「未来の答え」では、初のセンターポジション（久保史緒里とWセンター）を務めた。
2018年（平成30年）2月22日、乃木坂46公式サイトで山下の個人ブログが開設された。同年3月12日、20thシングル『シンクロニシティ』において初福神としてフロントメンバーに選抜された。同年10月13日公開の映画『日日是好日』で、主人公の茶道教室の後輩・ひとみ役を演じ、本作が映画初出演となった。また、ファッション誌『CanCam』の専属モデルに抜擢され、同年8月23日発売の10月号から同誌に登場。
2019年（平成31年）1月23日発売の『CanCam』3月号で初めて表紙に起用された。同年3月13日、坂道AKBの第3弾としてセンターを務めたカップリング曲「初恋ドア」を収録したAKB48の55thシングル『ジワるDAYS』が発売された。同年4月12日（11日深夜）からテレビ東京系で放送開始のテレビドラマ『電影少女 -VIDEO GIRL MAI 2019-』で、萩原利久とダブル主演を務める。また4月13日、同ドラマの撮影との両立が困難なため、23rdシングル『Sing Out!』の活動参加を見送ることを自身のブログで発表した。
2020年（令和2年）1月21日、1st写真集『忘れられない人』（小学館）を発売。坂道シリーズのソロ1st写真集としては史上最多の初版14万部を発行。週間10万6000部を売り上げて2月3日付オリコン週間BOOKランキングで1位となり、ソロ1st写真集の初週売上としては歴代1位、女性ソロ写真集としては生田絵梨花の『インターミッション』に次ぐ「女性ソロ写真集初週売上記録」歴代2位となった。同年11月30日、日本テレビ系列『ヒルナンデス!』の水曜シーズンレギュラー（2020年12月・2021年1月）に決定。
2021年（令和3年）1月27日発売の26thシングル『僕は僕を好きになる』において自身初の表題曲センターを務める。同年3月22日、Instagramを開設。同年4月期のTBS系火曜ドラマ『着飾る恋には理由があって』で、地上波プライム帯の連続ドラマ初出演。この出演に先駆けて、2021年3月27日放送のTBSテレビ『オールスター感謝祭』に出演して総合優勝を飾り、賞金100万円を獲得。
2022年（令和4年）4月12日、22年度後期放送の連続テレビ小説『舞いあがれ!』にレギュラー出演することが発表された。乃木坂46現役メンバーの朝ドラ出演は初となる。
2023年（令和5年）2月、ファッションブランド「RESEXXY」のイメージモデルに起用される。同年3月29日発売の32ndシングル『人は夢を二度見る』において、同期の久保史緒里とともにWセンターを務めた。同年4月から、テレビ東京ドラマ8『弁護士ソドム』にレギュラー出演。
2024年（令和6年）、1月期のTBS火曜ドラマ『Eye Love You』 に出演。
同年2月17日、個人ブログで乃木坂46から卒業することを発表した。同年4月10日に発売される35thシングル『チャンスは平等』が乃木坂46での最後の参加シングルとなる。同年4月23日に2nd写真集『ヒロイン』（小学館）を発売。同年5月11日・12日に東京ドームで卒業コンサートを開催し、乃木坂46のメンバーとしての活動を終えた。卒業後、同年6月20日にオフィシャルウェブサイトとX（旧Twitter）を開設。同年7月31日、乃木坂46公式サイト内の公式ブログが閉鎖された。
同年6月、『日経エンタテインメント!』の「タレントパワーランキング2024」において女性アイドル部門で2位になった。
同年11月28日、「オリコン年間BOOKランキング 2024」ジャンル別「写真集」女性ソロで『乃木坂46山下美月2nd写真集『ヒロイン』』が年間1位を獲得。

## 人物

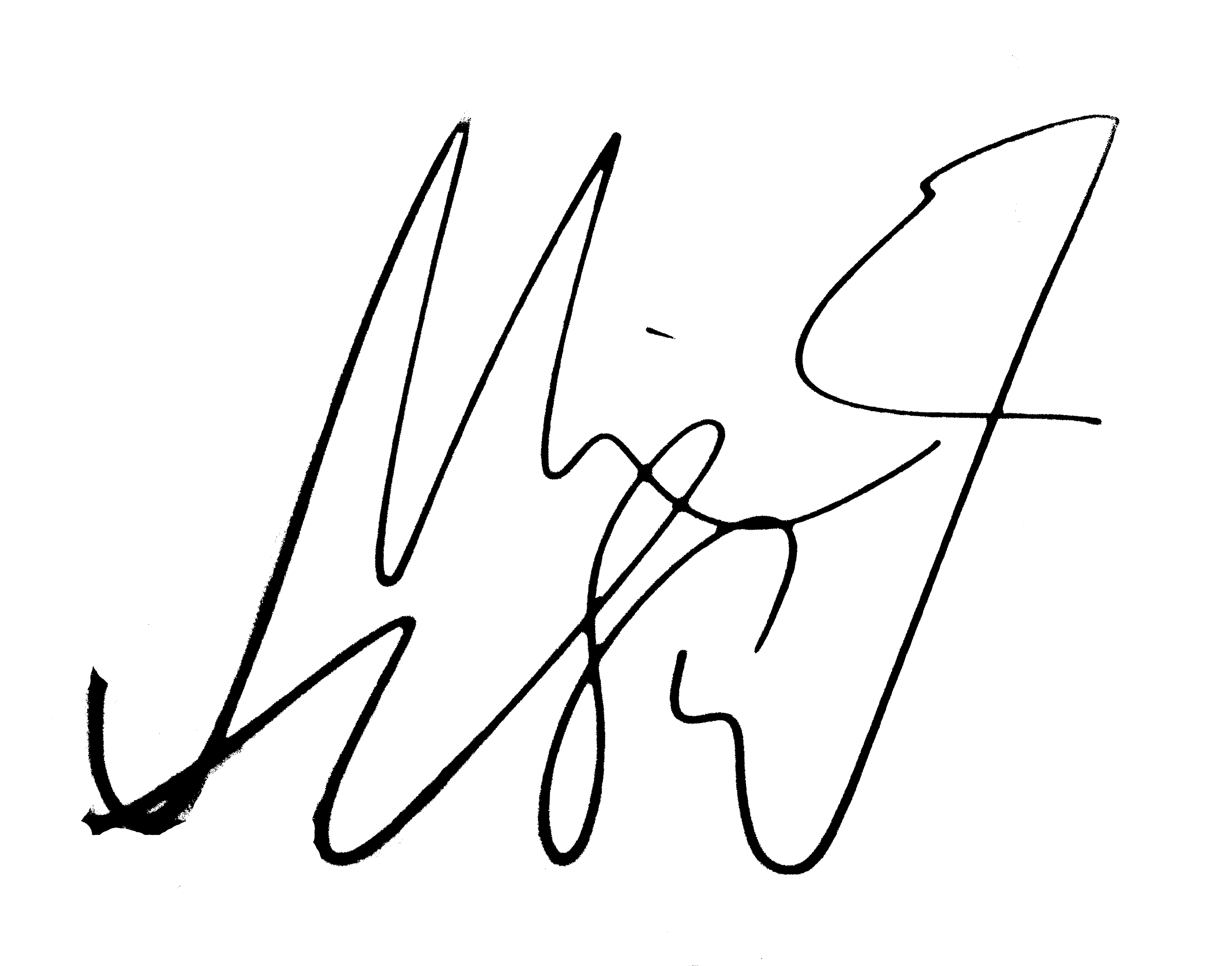
直筆サイン

愛称は、やま、みづき。元メンバーの齋藤飛鳥からは「やまっきー」、元AKB48の岡部麟からは「づきちゃん」と呼ばれている。一人っ子。
アイドルになる前は、臨床心理士になるのが夢だった。アイドルに興味を持ったきっかけは、小学生のころにBuono!の曲を聴いて感動したことから。
2018年8月2日放送の『坂道AKBのオールナイトニッポン』でAKB48の向井地美音と欅坂46の長濱ねるの3人でパーソナリティを務めた際に、乃木坂46に加入する前から向井地とは仲が良いこと、また大島優子のファンでAKB48劇場にチームK 「逆上がり」公演を観に行っていたことを明かしている。また「坂道AKB」で共演した元AKB48の岡部麟、元日向坂46の加藤史帆、女優の松本まりかとも仲が良い。

### 嗜好
好きな食べ物や飲み物は、お寿司のえんがわの炙り、味噌汁、はちみつ梅、おにぎり、お刺身。またニンニクが好きで、コンビニで売っているニンニクの醤油漬けを現場に持っていってよく食べている。好きなケーキはモンブラン。苦手な食べ物や飲み物は抹茶、ヨーグルト。
元々ドラマや映画を見るのがすごく好きで、特に好きだった作品はテレビドラマ『失恋ショコラティエ』で、いつか正統派キュンキュンモノがやりたいという。
好きなキャラクターはポムポムプリン、ハンギョドン、ムーミン、おぱんちゅうさぎ。

### 趣味・特技
趣味はフラミンゴを見ること。
ゴルフ、テニス、バレーボール、ダンスの経験がある。高校在学時は茶道部に所属しており、茶道のお点前から浴衣の着付け、和室でのマナー、花の種類など多くのことを学ぶことができた。

### 乃木坂46
若様軍団団員（スプーン担当）。サイリウムカラーは夜空に浮かぶ月をイメージした「青×黄色」。
憧れの先輩は西野七瀬、桜井玲香。桜井を選んだ理由は「言葉に出さずに背中で語ってくださるキャプテン」だから。同期の久保史緒里とのコンビはファンから「くぼした」と呼ばれている。先輩で卒業生の齋藤飛鳥や、同期の伊藤理々杏、中村麗乃、グループの後輩である賀喜遥香と仲が良い。また、山下と賀喜とのコンビはファンやネット上からは「やまかき」という愛称で呼ばれている。
久保、伊藤、中村と同じ同期の向井葉月とは親友であり、同じ「月」と名前があることから、「ダブルムーン」という愛称でファンの間では有名である。
2021年11月28日放送の日本テレビ系『おしゃれクリップ』で、2019年4月から約2か月間の休養期間中に芸能界引退を考えていたことを告白した。
2024年4月30日にオンラインで掲載されたCanCamのインタビューで、乃木坂46を卒業する理由を明かした。2022年に先輩の齋藤飛鳥の卒業を機に卒業を意識し初めた。
自身の卒業シングルとなる『チャンスは平等』の通常盤に収録されているソロ曲「夏桜」では、乃木坂46メンバーでは白石麻衣以来となる作詞を手掛けた。

## 作品

### シングル
乃木坂46
- 三番目の風（2017年3月22日、SRCL-9376/7） - EAN 4547366297553。
- 未来の答え（2017年8月9日、SRCL-9495/6） - EAN 4547366319194。
- 不眠症（2017年10月11日、SRCL-9572/80）  - EAN 4547366330311。
- 失恋お掃除人（2017年10月11日、SRCL-9574/5）  - EAN 4547366330328。
- 僕の衝動（2017年10月11日、SRCL-9578/9）  - EAN 4547366330359。
- シンクロニシティ（2018年4月25日、SRCL-9782/90） - EAN 4547366354140。
- トキトキメキメキ（2018年4月25日、SRCL-9788/9） - EAN 4547366354188。
- 言霊砲（2018年4月25日、SRCL-9790） - EAN 4547366354171。
- ジコチューで行こう!（2018年8月8日、SRCL-9913/21） - EAN 4547366369465。
- 空扉（2018年8月8日、SRCL-9913/21） - EAN 4547366369465。
- 自分じゃない感じ（2018年8月8日、SRCL-9915/6） - EAN 4547366369472。
- あんなに好きだったのに…（2018年8月8日、SRCL-9921） - EAN 4547366369496。
- 帰り道は遠回りしたくなる（2018年11月14日、SRCL-9974/82） - EAN 4547366382037。
- キャラバンは眠らない（2018年11月14日、SRCL-9974/82） - EAN 4547366382037。
- 知りたいこと（2018年11月14日、SRCL-9982） - EAN 4547366382068。
- 夜明けまで強がらなくてもいい（2019年9月4日、SRCL-11260/8） - EAN 4547366418569。
- 路面電車の街（2019年9月4日、SRCL-11260/1） - EAN 4547366418569。
- 僕の思い込み（2019年9月4日、SRCL-11268） - EAN 4547366418590。
- しあわせの保護色（2020年3月25日、SRCL-11460/8） - EAN 4547366444193。
- 毎日がBrand new day（2020年3月25日、SRCL-11464/5） - EAN 4547366444216。
- ファンタスティック三色パン（2020年3月25日、SRCL-11468） - EAN 4547366444223。
- 世界中の隣人よ（2020年5月25日）[85]
- Route 246（2020年7月24日）
- 僕は僕を好きになる（2021年1月27日、SRCL-11680/8） - EAN 4547366487244。
- 明日がある理由（2021年1月27日、SRCL-11680/8） - EAN 4547366487244。
- Wilderness world（2021年1月27日、SRCL-11680/1） - EAN 4547366487244。
- ごめんねFingers crossed（2021年6月9日、SRCL-11836/44） - EAN 4547366507270。
- 全部 夢のまま（2021年6月9日、SRCL-11836/44） - EAN 4547366507270。
- 大人たちには指示されない（2021年6月9日、SRCL-11836/7） - EAN 4547366507270。
- 君に叱られた（2021年9月22日、SRCL-11880/8） - EAN 4547366522303。
- 泥だらけ（2021年9月22日、SRCL-11886/7） - EAN 4547366522341。
- 他人のそら似（2021年9月22日、SRCL-11888） - EAN 4547366522334。
- 最後のTight Hug（2021年11月5日）[86]
- Actually...（2022年3月23日、SRCL-12100/8） - EAN 4547366549058。
- 深読み（2022年3月23日、SRCL-12100/8） - EAN 4547366549058。
- 好きになってみた（2022年3月23日、SRCL-12108） - EAN 4547366549089。
- 好きというのはロックだぜ!（2022年8月31日、SRCL-12210/8） - EAN 4547366571950。
- 僕が手を叩く方へ（2022年8月31日、SRCL-12210/1） - EAN 4547366571950。
- ここにはないもの（2022年12月7日、SRCL-12330/8） - EAN 4547366590166。
- 銭湯ラプソディー（2022年12月7日、SRCL-12332/3） - EAN 4547366590173。
- 人は夢を二度見る（2023年3月29日、SRCL-12480/8） - EAN 4547366607307。
- 僕たちのサヨナラ（2023年3月29日、SRCL-12480/8） - EAN 4547366607307。
- おひとりさま天国（2023年8月23日、SRCL-12620/8） - EAN 4547366626612。
- 誰かの肩（2023年8月23日、SRCL-12620/1） - EAN 4547366626612。
- Monopoly（2023年12月6日、SRCL-12630/8） - EAN 4547366650990。
- スタイリッシュ（2023年12月6日、SRCL-12636/7） - EAN 4547366651034。
- チャンスは平等（2024年4月10日、SRCL-12850/8） - EAN 4547366669053。
- 夏桜（2024年4月10日、SRCL-12858） - EAN 4547366669084。

坂道AKB
- 国境のない時代（2018年3月14日、KIZM-90547/8） - EAN 4988003519797。
- 初恋ドア（2019年3月13日、KIZM-90615/6） - EAN 4988003543921。

IZ4648
- 必然性（2019年3月13日、KIZM-90617/8） - EAN 4988003543938。

### アルバム
乃木坂46
- 生まれてから初めて見た夢（2017年5月24日、SRCL-9437/44） - EAN 4547366307825。
- 今が思い出になるまで（2019年4月17日、SRCL-11140/7） - EAN 4547366401325。
- Time flies（2021年12月15日、SRCL-12020/30） - EAN 4547366534184。

### 映像作品
- 山下美月（2017年3月22日） - EAN 4547366297522。
- NOGIBINGO!8（2018年3月16日） - EAN 4988021146821。
- 乃木坂46 5th YEAR BIRTHDAY LIVE 2017.2.20-22 SAITAMA SUPER ARENA（2018年3月28日） - EAN 4547366344523。
- 乃木坂46 真夏の全国ツアー2017 FINAL! IN TOKYO DOME（2018年7月11日） - EAN 4547366363999。
- NOGIBINGO!9（2018年10月19日） - EAN 4988021147392。
- 乃木坂46版 ミュージカル「美少女戦士セーラームーン」（2019年3月20日） - EAN 4589630117631。
- 舞台「ザンビ」（2019年5月31日） - EAN 4988021158602。
- 日日是好日（2019年6月4日） - EAN 4907953213180。
- 乃木坂46 6th YEAR BIRTHDAY LIVE 2018.07.06-08 JINGU STADIUM&CHICHIBUNOMIYA RUGBY STADIUM（2019年7月3日） - EAN 4547366411270。
- 神酒クリニックで乾杯を（2019年7月5日） - EAN 4988111254979。
- ドラマ「ザンビ」（2019年8月2日） - EAN 4988021148474。
- NOGIBINGO!10（2019年10月25日） - EAN 4988021148757。
- いつのまにか、ここにいる Documentary of 乃木坂46（2019年12月25日） - EAN 4988104123695。
- 電影少女 -VIDEO GIRL MAI 2019-（2020年1月15日） - EAN 4517331053514。
- 乃木坂46 7th YEAR BIRTHDAY LIVE 2019.2.21-24 KYOCERA DOME OSAKA（2020年2月5日） - EAN 4547366438956。
- テレビドラマ『映像研には手を出すな!』（2020年9月16日） - EAN 4988104125774, EAN 4988104125781。
- 山下工事中（2020年10月28日） - EAN 4547366474800。
- 乃木坂46 8th YEAR BIRTHDAY LIVE 2020.2.21-24 NAGOYA DOME（2020年12月23日） - EAN 4547366482812。
- 映画『映像研には手を出すな!』（2021年3月3日） - EAN 4988104128584, EAN 4988104128577。
- NOGIZAKA46 Mai Shiraishi Graduation Concert 〜Always beside you〜（2021年3月10日） - EAN 4547366491104。
- ノギザカスキッツACT2 第1巻（2021年7月30日） - EAN 4988021718608, EAN 4988021140829。
- 着飾る恋には理由があって（2021年10月13日） - EAN 4562474229265, EAN 4562474229272。
- ノギザカスキッツACT2 第2巻（2021年10月22日） - EAN 4988021718615, EAN 4988021140836。
- 乃木坂46 9th YEAR BIRTHDAY LIVE 5DAYS（2022年6月8日） - EAN 4547366541441, EAN 4547366541465。
- 乃木坂スター誕生!2 第2巻（2022年10月28日） - EAN 4988021718981, EAN 4988021141567。
- 乃木坂46 真夏の全国ツアー2021 FINAL! IN TOKYO DOME（2022年11月16日） - EAN 4547366576009, EAN 4547366576016。
- 乃木坂46 10th YEAR BIRTHDAY LIVE（2023年2月22日） - EAN 4547366594324, EAN 4547366594447。
- 連続テレビ小説 舞いあがれ! 完全版 1（2023年3月24日） - EAN 4988066242359, EAN 4988066242380。
- さ〜ゆ〜Ready?さゆりんご軍団ライブ/松村沙友理 卒業コンサート（2023年4月26日）[87]
- 生田絵梨花 卒業コンサート（2023年4月26日）[87]
- 連続テレビ小説 舞いあがれ! 完全版 2（2023年5月26日） - EAN 4988066242366, EAN 4988066242397。
- 連続テレビ小説 舞いあがれ! 完全版 3（2023年7月21日） - EAN 4988066242373, EAN 4988066242403。
- NOGIZAKA46 ASUKA SAITO GRADUATION CONCERT（2023年10月25日） - EAN 4547366631012, EAN 4547366631098。
- 乃木坂46 11th YEAR BIRTHDAY LIVE 5DAYS（2024年2月21日） - EAN 4547366660128, EAN 4547366660135。
- MIZUKI YAMASHITA GRADUATION CONCERT（2024年10月2日） - EAN 4547366701180, EAN 4547366701227。
- 乃木坂46 12th YEAR BIRTHDAY LIVE（2025年2月12日） - EAN 4547366722253。

## 出演

### テレビドラマ
- 神酒クリニックで乾杯を（2019年1月12日 - 3月30日、BSテレ東）ヒロイン・一ノ瀬真美 役[88]
- ザンビ（2019年1月24日 - 3月28日、日本テレビ）金村優衣 役[89]
- 電影少女 -VIDEO GIRL MAI 2019-（2019年4月12日 - 6月28日、テレビ東京）主演・神尾マイ 役（萩原利久とのダブル主演）[25][90]
- 乃木坂シネマズ〜STORY of 46〜 第4話「民主主義定食屋」（2020年2月12日 、フジテレビ）主演[91][92][注 3]
- 映像研には手を出すな!（2020年4月6日 - 5月11日、毎日放送 / 4月8日 - 5月13日、TBS）（2020年4月6日 - 5月11日、毎日放送 / 4月8日 - 5月13日、TBS）水崎ツバメ 役[94]
- 着飾る恋には理由があって（2021年4月20日 - 6月22日、TBS）茅野七海 役[34]
- じゃない方の彼女（2021年10月11日 - 12月27日、テレビ東京）ヒロイン・野々山怜子 役[95]
- ほんとにあった怖い話 夏の特別編2022「一言のあやまち」（2022年8月20日、フジテレビ）主演・荻野愛奈 役[96]
- 連続テレビ小説 舞いあがれ! 第16回 - 最終回（2022年10月24日 - 2023年3月31日、NHK総合）望月（岩倉）久留美 役[36]
- スタンドUPスタート（2023年1月18日 - 3月29日、フジテレビ）羽賀佳乃 役[97]
- 弁護士ソドム（2023年4月28日 - 6月16日、テレビ東京）三木天音 役[98][99]
- さらば、佳き日（2023年6月12日 - 7月31日、テレビ東京）主演・広瀬晃 役（鈴木仁とのダブル主演）[100]
- 下剋上球児 第2話 - 最終話（2023年10月22日 - 12月17日、TBS）根室柚希 役[101]
- Eye Love You（2024年1月23日 - 3月26日、TBS）池本真尋 役[102]
- 降り積もれ孤独な死よ（2024年7月7日 - 9月8日、読売テレビ）森燈子 役[103]
- 御曹司に恋はムズすぎる（2025年1月7日 - 3月25日、関西テレビ）花倉まどか 役[104]
- 殺した夫が帰ってきました（2025年7月11日 - 8月15日、WOWOW）主演・鈴倉茉菜 役[105][106]
- 新東京水上警察（2025年10月7日〈予定〉 - 、フジテレビ）有馬礼子 役[107]

### ネット配信ドラマ
- 着飾らない恋には理由があって（2021年4月20日 - 6月22日、Paravi）主演・茅野七海 役[108]

### バラエティ
- ヒルナンデス!（2020年12月2日 - 2021年1月27日、日本テレビ）水曜シーズンレギュラー[30][64]
- あざとくて何が悪いの?（2021年1月30日 - 3月6日、テレビ朝日）番組内の連ドラでダブル主演・瀧川さくら 役[109][110]
- オールスター感謝祭'21春（2021年3月27日、TBS）[注 4]
- おしゃれクリップ（2021年11月28日、日本テレビ）[82]
- Around the Corner 曲がり角のところで（2022年3月10日 - 17日、フジテレビ）番組内のショートドラマ・髙木ルル 役[112]
- 現役力士VS肉体派芸能人 怪力バトルフィールド（2022年8月7日、TBS）ゲストMC[113][注 5]

### 映画
- 日日是好日（2018年10月13日、東京テアトル・ヨアケ）ひとみ 役[21]
- 映像研には手を出すな!（2020年9月25日、東宝）水崎ツバメ 役[94][114][115][注 6]
- 六人の嘘つきな大学生（2024年11月22日、東宝）矢代つばさ 役[117]
- 山田くんとLv999の恋をする（2025年3月28日、KADOKAWA）主演・木之下茜 役（作間龍斗とのダブル主演）[118]
- 火喰鳥を、喰う（2025年10月3日公開予定、KADOKAWA / ギャガ）久喜夕里子 役[119]
- 愚か者の身分（2025年10月24日公開予定、THE SEVEN / ショウゲート）希沙良 役[120]

### 劇場アニメ
- 名探偵コナン 隻眼の残像（2025年4月18日公開予定、東宝）円井まどか 役[121]

### 舞台
- 乃木坂46版 ミュージカル「美少女戦士セーラームーン」（2018年6月8日 - 24日、天王洲 銀河劇場 / 9月21日 - 30日、TBS赤坂ACTシアター）月野うさぎ / セーラームーン 役（Team MOON）[122]
- 舞台「ザンビ」（2018年11月16日 - 25日、TOKYO DOME CITY HALL）一之瀬杏奈 役（TEAM "RED"）[123]

### ネット配信
- 「僕たちは居場所を探して」山下美月編（2021年2月22日 - 、Hulu）[124]
- セフレと恋人の境界線 第3作「特別な人」（2025年9月3日、Prime Video）川端智子 役[125]

### CM
- チョコラBBブランド（エーザイ）板谷由夏、濱津隆之、細田佳央太と共演[126][127]
  - チョコラBBプラス「それ、チョコラBBプラスの出番かも。」篇（2022年4月7日 - ）[126][127]
  - チョコラBBローヤル2「今のつらい疲れに。」篇（2022年4月7日 - ）[126][127]
  - チョコラBBブランド「チョコラBBブランド70周年」[126][127]
  - チョコラBBスパークリング マスカット味「キレイはじける」篇（2023年4月3日 - ）細田佳央太と共演[128]
- 東京都国民健康保険団体連合会
  - 国保料(税)納付勧奨 篇（2023年6月1日 - ）[動画 3]
  - 特定健康診査受診促進 篇（2023年6月1日 - ）[動画 4]
- 三井住友カード
  - 「小さな毎日、大きな世界」篇（2024年7月26日 - ）[129]
- menu
  - 「夏の恋」篇、「デスゲーム」篇、「ボクサー」篇（2024年8月23日 - ）川島明と共演[130]
- キリンビール「キリン 華よい」
  - 「いい顔、咲く。」篇（2024年9月24日 - ）志尊淳と共演[131]
- バンダイ ONE PIECEカードゲーム
  - 「ガチな2人」篇（2024年11月24日 - ）神木隆之介、生見愛瑠、水川かたまりと共演[132]

### 広告
- ピーチ・ジョン「PEACH JOHN」ルームウェア初代ミューズ（2022年2月就任）[133]
- RESEXXY イメージモデル（2023年2月）[37]

### ファッションショー
- GirlsAward
  - Tokyo Virtual Runway Live by GirlsAward vol.1（2020年6月27日、ABEMA）[134]
  - Rakuten GirlsAward 2024 SPRING/SUMMER（2024年5月3日、国立代々木競技場第一体育館）[135]
  - Rakuten GirlsAward 2025 SPRING/SUMMER（2025年5月3日、国立代々木競技場第一体育館）[136]
- 第34回 マイナビ 東京ガールズコレクション 2022 SPRING/SUMMER（2022年3月21日、国立代々木競技場第一体育館）[137]

### MV
- Thinking Dogs「エキストラ」（2021年11月8日）[138]
- マカロニえんぴつ「NOW LOADING」（2025年3月12日）[139][140]

### イベント
- SMBC日本シリーズ2024「福岡ソフトバンクホークス対横浜DeNAベイスターズ」第4戦 始球式（2024年10月30日、みずほPayPayドーム福岡）[141]

## 書籍

### 写真集
- 忘れられない人（2020年1月21日[注 7]、小学館）[142]
- ヒロイン（2024年4月23日[注 8]、小学館）[143]

### 雑誌連載
- CanCam （2018年8月23日 - 、小学館）専属モデル[3]